# Machlotricha
Machlotricha is een geslacht van vlinders van de familie tastermotten (Gelechiidae).

## Soorten
- M. griseostola Janse, 1960
- M. latipalpis (Walsingham, 1881)